# ۲۷۴ (قمری)
۲۷۴ (قمری)، دویست و هفتاد و چهارمین سال در گاهشماری هجری قمری است. اول محرم این سال برابر با اول ژوئن سال ۸۸۷ میلادی است.